# محراب مصلی
محراب مصلی مربوط به اوایل دوره قاجار است و در شهرستان شاهرود، جنب پارک شهدای محراب، مزار قدیم واقع شده و این اثر در تاریخ ۳۰ تیر ۱۳۸۴ با شمارهٔ ثبت ۱۲۲۷۵ به‌عنوان یکی از آثار ملی ایران به ثبت رسیده است.